# کرسنت بیچ، شهرستان سنت جانز، فلوریدا
کرسنت بیچ (به انگلیسی: Crescent Beach) یک منطقهٔ مسکونی در ایالات متحده آمریکا است که در شهرستان سنت جان واقع شده‌است. کرسنت بیچ ۳٫۹ کیلومتر مربع مساحت و ۹۸۵ نفر جمعیت دارد و ۲ متر بالاتر از سطح دریا واقع شده‌است.